# Mycobacterium bovis
Mycobacterium bovis  (лат.) — вид медленно растущих (от 16 до 20 часов) микобактерий, является возбудителем туберкулёза у крупного рогатого скота (известен также, как «бычий туберкулёз», «жемчужная болезнь»).
Относится к комплексу M. tuberculosis complex — совокупности видов микобактерий, вызывающих туберкулёз у человека. M. bovis может «пересекать» видовой барьер и служит причиной туберкулёза человека.

## Патогенез
M. bovis обычно передается человеку через заражённое молоко, также может переноситься с каплями аэрозоля и частицами пыли. Имеет малую долю в структуре заболеваемости туберкулёзом, отчасти благодаря процедуре пастеризации молока, отчасти благодаря ветеринарному контролю животноводческих ферм.

## Эпидемиологическое значение
На территориях развивающихся стран, где пастеризация не является установленным порядком, M. bovis является относительно распространенной причиной человеческого туберкулёза.
Ослабленные штаммы M. bovis используются в противотуберкулёзных вакцинах БЦЖ, начиная с 1920-х годов.